# Marian Alford
Pour les articles homonymes, voir Alford.
Marianne Margaret Egerton, vicomtesse Alford, généralement connue sous le nom de Lady Marian Alford, (1817 – 1888), est une artiste anglaise, mécène et auteur. Elle est connue pour son travail avec la Royal School of Art Needlework et pour avoir écrit une histoire de la couture.

## Biographie

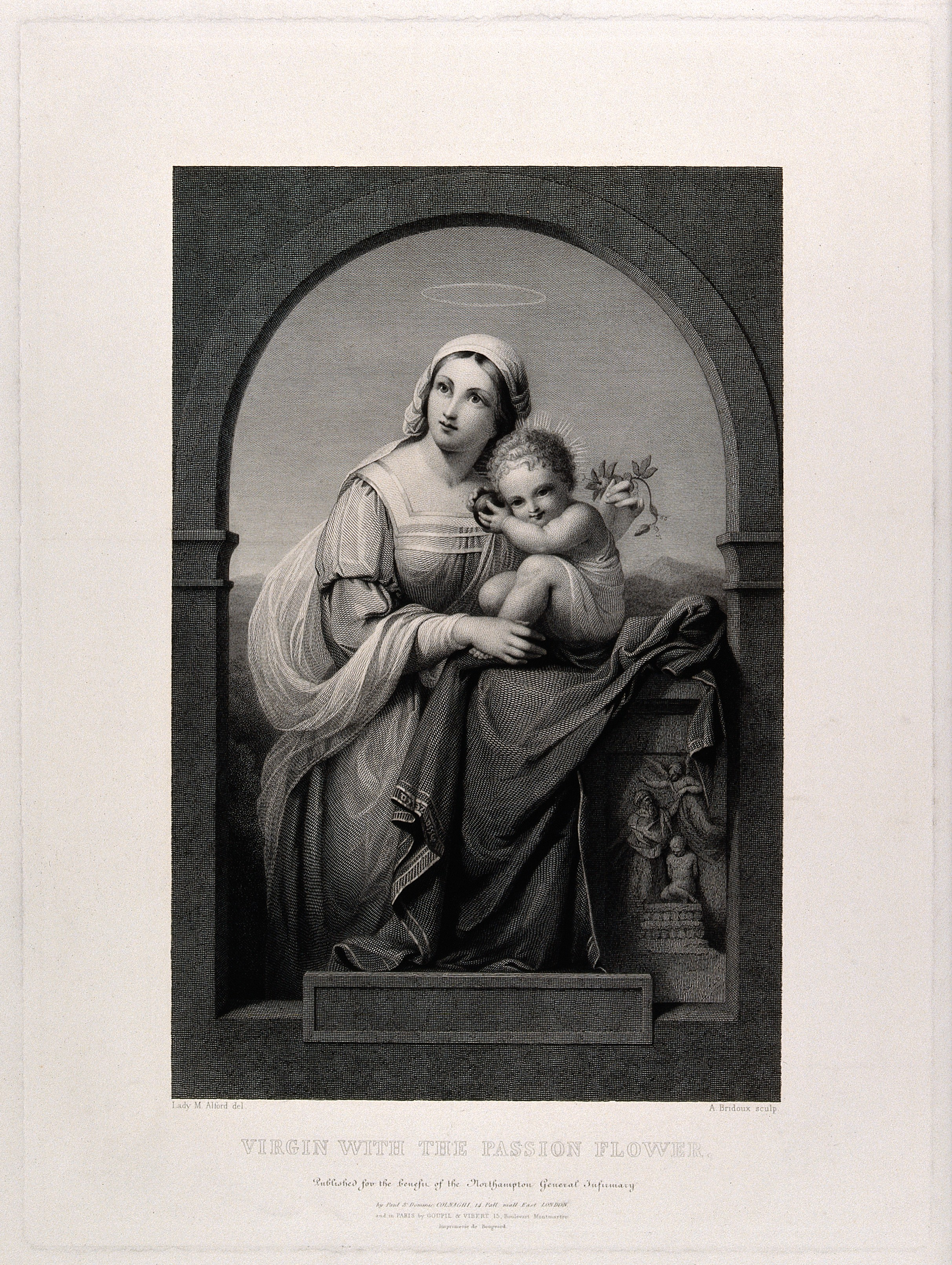
Vierge à l'enfant (gravure d'après Lady MMV Alford)

Elle est la fille aînée de Spencer Compton (2e marquis de Northampton), et de son épouse Margaret, fille aînée du major-général Douglas Maclean-Clephane, et est née en 1817 à Naples, en Italie, où vivait alors son père. Son enfance se passe en Italie et son amour de ce pays a duré toute sa vie. Elle est arrivée en Angleterre en 1830 avec ses parents, mais est revenue plus tard pour passer de nombreux hivers à Rome. Le 10 février, elle épouse à Castle Ashby John Hume Cust, vicomte Alford, le fils aîné de John Cust (1er comte Brownlow) et l'héritier d'une partie des grandes propriétés de Francis Egerton, troisième et dernier duc de Bridgewater. En 1849, cette propriété passe à Lord Alford, mais il meurt en 1851, laissant sa veuve avec deux fils. Après une contestation judiciaire (connue sous le nom de l'affaire Will Bridgewater) qui suit la mort de Lord Alford, la demande de son fils aîné d'hériter des domaines Bridgewater est accordée par la Chambre des Lords le 19 août 1853. 
Lady Marian Alford est une artiste accomplie, héritant de ses goûts de ses deux parents. Elle n'a reçu aucune éducation régulière en art, mais ses dessins et peintures ont atteint un niveau élevé. Sa maison à Londres, Alford House, Prince's Gate, est construite principalement à partir de ses propres plans. Elle est également une mécène libérale et intelligente d'artistes en Angleterre et en Italie, et une amie des artistes en pointe à l'époque. Elle est particulièrement intéressée par les travaux d'aiguille, à la fois comme art et comme emploi pour les femmes, et c'est grâce à son influence et à ses efforts personnels que la Royal School of Art Needlework de Kensington prend son essor. Pendant de nombreuses années, elle collecte des matériaux pour une histoire de la couture, qu'elle publie en 1886 sous le titre de couture comme art. Lady Marian Alford est reconnue pour son raffinement et sa dignité ainsi que pour ses aptitudes à la conversation. 
Elle est décédée à la maison de son fils, Ashridge, Berkhamsted, le 8 février 1888, et est enterrée à Belton près de Grantham. 
De ses deux fils, l'aîné, John William Spencer Brownlow Egerton-Cust, a succédé à son grand-père en tant que deuxième comte Brownlow et, décédé célibataire en 1867, et est remplacé par son frère cadet, Adelbert Wellington Brownlow Cust, troisième comte Brownlow. 
Une croix commémorative et une fontaine érigée à la mémoire d'Alford sont situées dans le village de Hertfordshire à Little Gaddesden. Il est classé Grade II sur la liste du patrimoine national de l'Angleterre.